# 大阪府道115号萩谷西五百住線
大阪府道115号萩谷西五百住線（おおさかふどう115ごう はぎたににしよすみせん）は、大阪府高槻市を通る一般府道である。

## 概要
高槻市大字萩谷から高槻市大畑町に至る。

### 路線データ
- 起点：高槻市大字萩谷
- 終点：高槻市大畑町（大畑町交差点、国道171号交点、大阪府道127号摂津富田停車場線終点）

## 地理

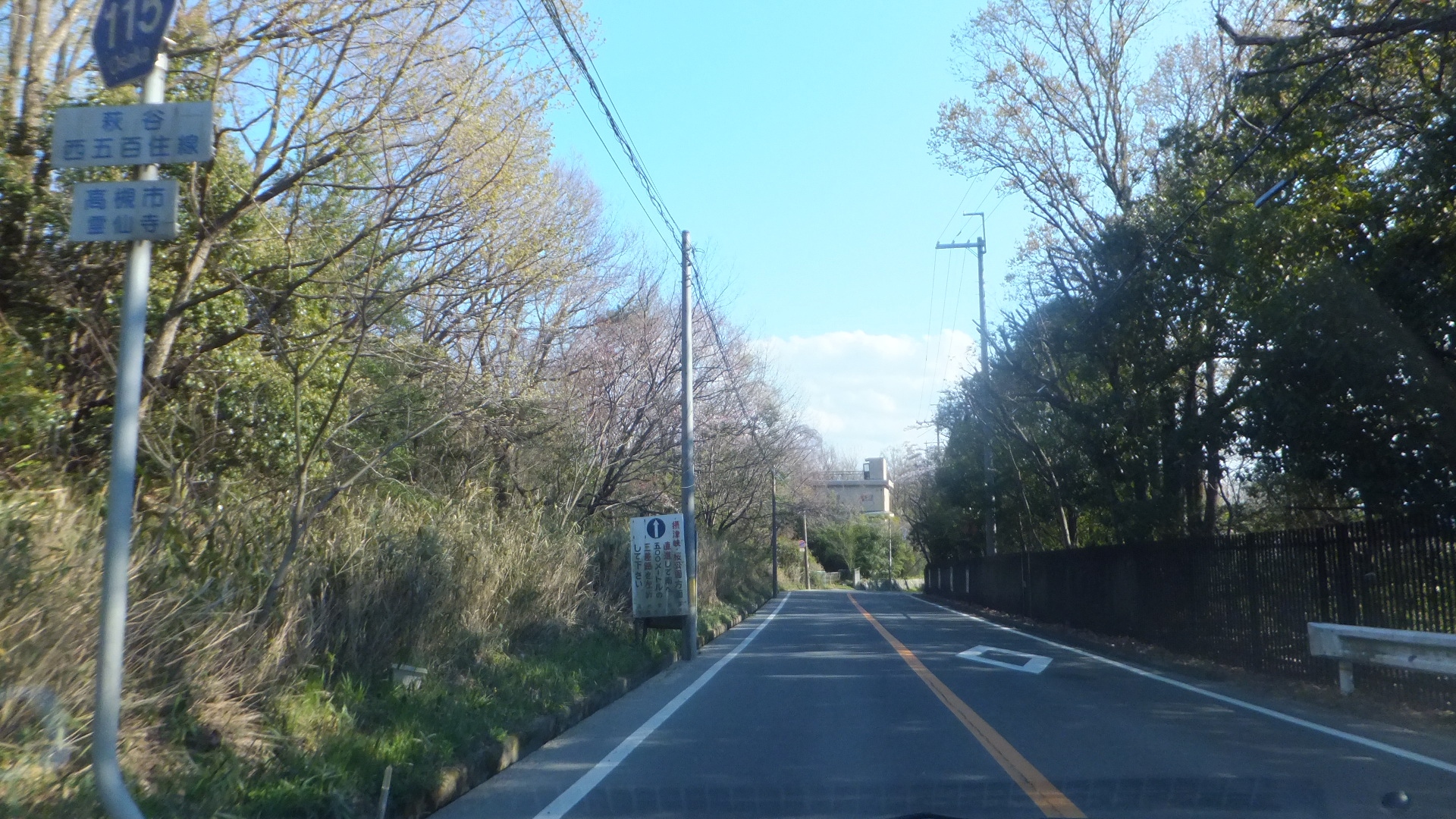
本道の標識
高槻市霊仙寺1丁目で撮影

関西電力北大阪変電所付近でわずかに茨木市域をかすめている。

### 通過する自治体
- 大阪府
  - 高槻市

### 交差する道路
| 交差する道路                                                                      | 交差する場所 | 交差する場所        |
| --------------------------------------------------------------------------------- | ------------ | ------------------- |
| 国道171号 大阪府道・京都府道14号大阪高槻京都線 重複 大阪府道127号摂津富田停車場線 | 大畑町       | 大畑町交差点 / 終点 |

### 沿線
- 関西電力北大阪変電所
- 関西大学高槻キャンパス
- 高槻市萩谷総合運動公園
- 摂津峡
- 摂津峡青年キャンプ場
- 今城塚古墳